# Tsukubashū
Tsukubashū (菟玖波集, L'Anthologie Tsukuba, vers 1356) est la première anthologie impériale de renga. La collection a été compilée par Nijō Yoshimoto. Le seigneur de province Sasaki Takauji prend une part déterminante dans la création de l'anthologie puisque 81 de ses poèmes sont inclus dans la version définitive de cette première anthologie. En plus de renga formels, la collection contient, dans le livre 19, la première collection connue de haïkaï no renga.